# Hanna Ropanen
Hanna Ropanen (1992) è una giocatrice di football americano finlandese, che gioca come defensive back per le Turku Trojans..

## Palmarès
- 2 Naisten Vaahteraliiga (2021, 2022)